# إيميل هاغ
إيميل هاغ (بالفرنسية: Emile Haag) هو نقابي وبروفيسور وصحفي لوكسمبورغي، ولد في 24 يوليو 1942 في Hunsdorf ‏ في لوكسمبورغ.